# Batalla de Vlaardingen

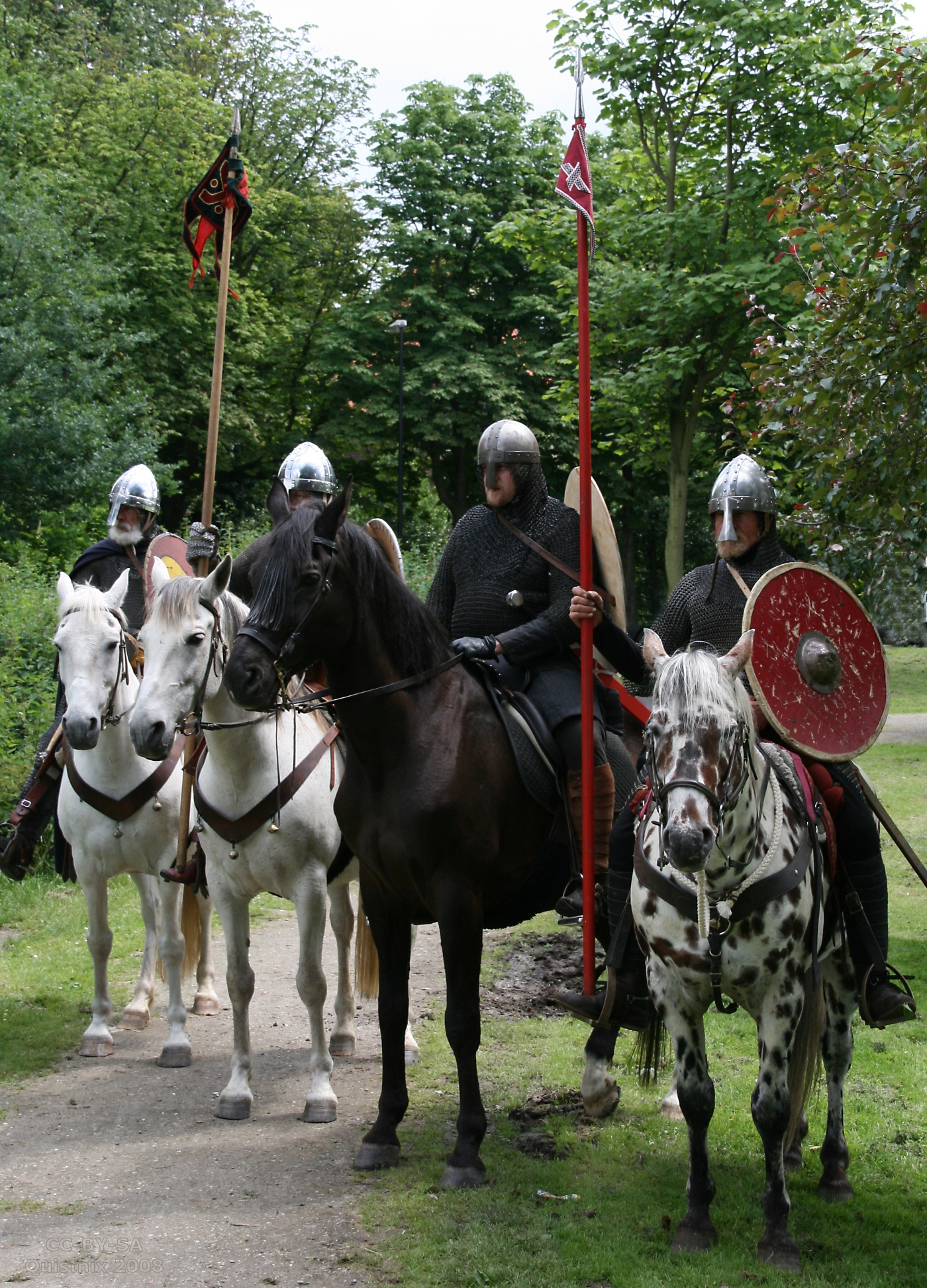
Vlaardingen: recreación de la batalla de Vlaardingen: Caballería alemana

La batalla de Vlaardingen se libró en 1018 entre las fuerzas de Teodorico III, conde de Holanda y un ejército enviado por el emperador Enrique II en el norte de Vlaardingen (actual Pólder Zouteveense).
Teodorico III, pese a su condición de vasallo de Enrique, había desafiado al poder imperial imponiendo un peaje a los mercaderes que pasaban por sus tierras. Enrique II, en respuesta, otorgó sus tierras al Obispo de Utrech. Un gran ejército imperial, al comandado por Godofredo II, duque de la Baja Lorena y que incluía los ejércitos de los obispados de Utrech, Lieja y Metz se dirigió hacia Vlaardingen. Teodorico III con su pequeño ejército frisio le tendió una trampa al norte de la ciudad. EL campo de batalla fue una pequeña ciénaga al norte anegada por el mar. Teodorico usó barcos para apoyar a sus tropas desde el agua, sorprendiendo a las tropas imperiales que ya estaban celebrando la victoria que daban por segura. 
La batalla de Vlaardingen fue una gran victoria para Teodorico que capturó o mató al grueso del ejército enemigo. Los oficiales imperiales prisioneros fueron ejecutados tras la batalla.
- Datos: Q2119849
- Multimedia: Battle of Vlaardingen / Q2119849